# Pamatolol
Pamatolol je antagonist beta adrenergičkog receptora.